# Критеріологія
Критеріологія (англ. criteriology) — філософська течія, що ставить задачею знайти ідеальні критерії, що дозволять обґрунтувати раціональне знання. Вивчається в рамках епістемології.
Також іноді кажуть про науку про критерії (англ. science of criteria — «стандарт») — термін на позначення науки про вивчення стандартів (критеріїв), застосованих до судження про істинність або цінність того чи іншого висновку.
Застосування критеріології при оцінці практичних галузей людської діяльності низка філософів критикує через те, що неможливо знайти ідеальні критерії для будь-чого.

## В Росії
Авторами російської «Національної філософської енциклопедії» було запропоноване інше, ширше трактування терміна «критеріологія», за яким це наука про єдність людської практики, науки, культури, релігії на основі загальнолюдської духовності.
Не отримав широкого висвітлення і термін з російської аксіології, який вперше було запропоновано філософом Олександром Гендіним у 1970 році, який «критеріологію» (або аксіологічну інтелектику) називав вченням, основною метою якого є розробка універсальних оцінок витрат і результатів.

## Історія
Вперше питання щодо вивчення критеріїв, їх проблематику піднімав античний філософ Секст Емпірик.